# Bernard D. Meltzer
Bernard D. Meltzer (1914 - 4 de enero de 2007), fue un jurista estadounidense, fiscal en los juicios de Núremberg.
Graduado en Derecho en las universidades de Chicago y Harvard, trabajó en la Oficina de Servicios Estratégidos, la Comisión Nacional de Defensa y fue asistente especial del Secretario de Estado hasta 1943. Después se incorporó a la Armada hasta que, al finalizar la Segunda Guerra Mundial, formó parte del equipo jurídico de fiscales que, en 1946, preparó y formuló los cargos en los Juicios de Núremberg. En los mismos realizó los trabajos preparatorios del interrogatorio de Hermann Goering y presentó la acusación de Walter Funk.
También fue corredactor de la Carta de las Naciones Unidas. Después se incorporó a la Universidad de Chicago como profesor.